# Yoshio Tomita
Yoshio Tomita, är/var en japansk före detta bordtennisspelare och världsmästare i dubbel och lag.
Han spelade sitt första VM 1954 och 1956 - 3 år senare sitt 3:e och sista. 
Under sin karriär tog han 8 medaljer i bordtennis-VM, 4 guld, 1 silver och 3 brons. 

## Meriter
- Bordtennis VM
  - 1954 i London
    - kvartsfinal singel
    - 3:e plats dubbel (med Ichirō Ogimura)
    - 2:a plats mixed dubbel med Fujie Eguchi)
    - 1:a plats med det japanska laget

  - 1955 i Utrecht
    - 3:e plats dubbel (med Ichirō Ogimura)
    - kvartsfinal mixed dubbel
    - 1:a plats med det japanska laget

  - 1956 i Tokyo
    - 3:e plats singel
    - 1:a plats dubbel (med Ichirō Ogimura)
    - kvartsfinal mixed dubbel
    - 1:a plats med det japanska laget

- Asian Championship TTFA
  - 1953 i Tokyo
    - 3:e plats singel
    - kvartsfinal dubbel
    - 3:e plats mixed dubbel
    - 1:a plats med det japanska laget